# 안양우편물류센터
안양우편물류센터(安養郵便物流-)는 대한민국 과학기술정보통신부 우정사업본부 경인지방우정청 안양우편집중국 소속의 정부기관으로 안양우편물류센터장은 행정사무관·공업사무관·시설사무관·전산사무관·방송통신사무관·식품위생사무관·간호사무관으로 보한다. 경기도 안양시 동안구 시민대로 119에 위치하고 있다.

## 연혁
- 2002년 5년 7일 안양우편집중국 신설
- 2002년 7월 8일 안양우편집중국 업무개시(군포, 서울금천, 안양, 안산, 광명)
- 2003년 1월 1일 소포위탁배달 실시
- 2011년 1월 1일 통상우편 권역국 수용(서울관악, 서울동작) 소포 권역국 이관(군포, 안양, 광명) [안양우편집중국 -> 안양우편물류센터]
- 2014년 3월 1일 소포 권역국 이관(서울금천, 안산) [안양우편집중국 -> 안양우편물류센터] 통상 전용국 전환
- 2015년 7월 6일 통상우편 성남우편집중국 권역 6국 수용(성남, 성남분당, 용인, 용인수지, 경기광주, 이천)

## 조직
- 물류지원단
- 당직실